# Scanner a onde millimetriche

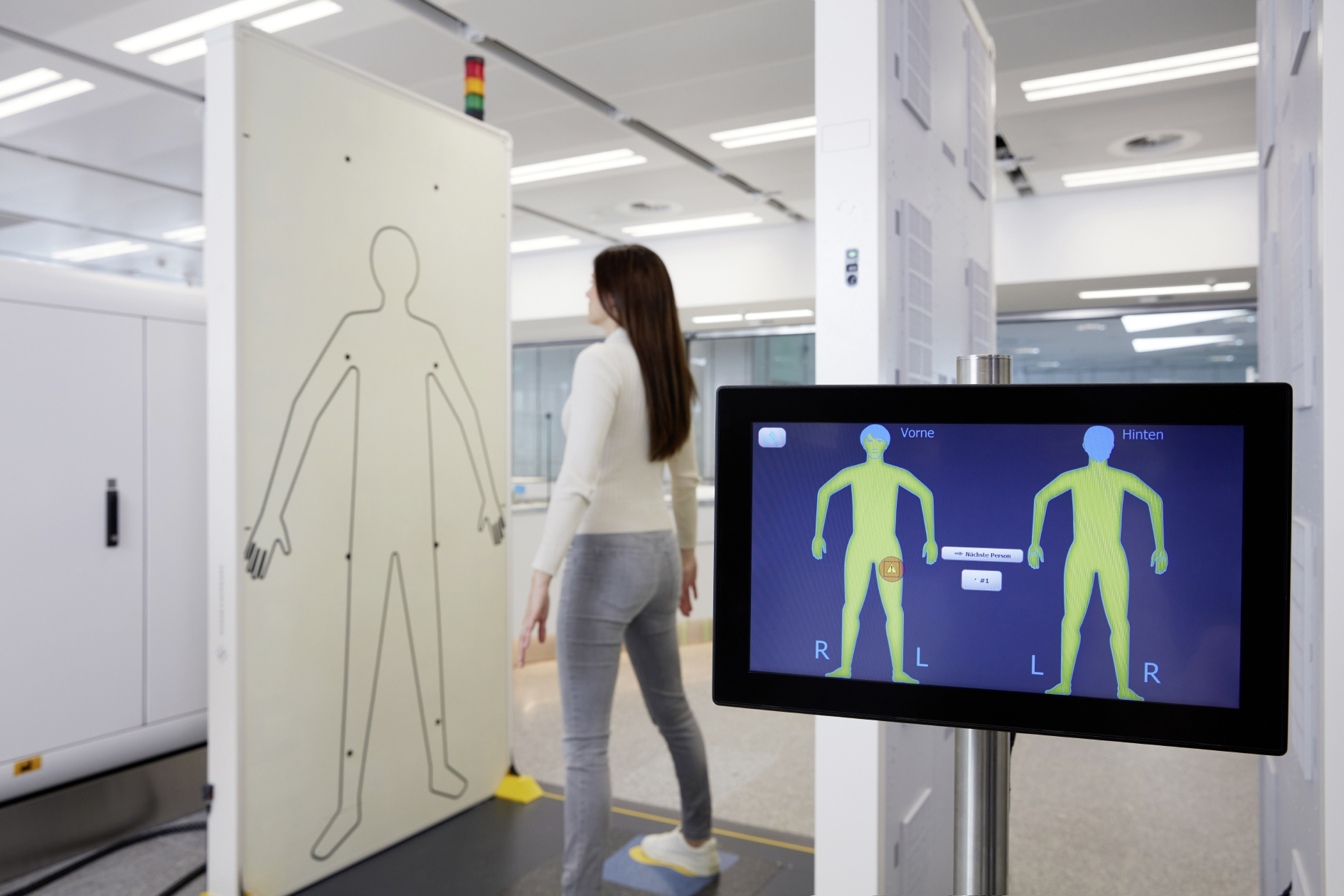
Esempi di immagini ottenute con la tecnologia di scansione a onde millimetriche

Un body scanner a onde millimetriche è un dispositivo di imaging dell'intero corpo utilizzato per lo screening di sicurezza negli aeroporti.

## Funzionamento
Indumenti e altri materiali organici sono traslucidi in alcune bande di frequenza radio ad altissima frequenza (onde millimetriche). Le onde millimetriche sono trasmesse contemporaneamente da due antenne mentre ruotano intorno al corpo. 
L'energia delle onde riflesse dal corpo o altri oggetti sul corpo viene utilizzata per costruire una immagine tridimensionale, che viene visualizzata su un monitor remoto per l'analisi. 
Albert Charpentier ha applicato uno scanner a onde millimetriche per permettere di acquisire le misure del corpo per realizzare un sistema di prova vestiti virtuali, per meglio accontentare i desideri dei clienti.